# Parque Nacional Huascarán
Parque Nacional Huascarán (dansk: Huascarán nationalpark) er en nationalpark beliggende i Ancashregionen i Peru. Parken blev grundlagt i 1975 og dækker hele området af bjergkæden "Cordillera Blanca" (dvs. den hvide sneklædte bjergkæde), som er over 4 000 m højde.
I parken ligger bjerget Huascarán, som med sine 6.768 meter over havets overflade er Sydamerikas næsthøjeste bjerg. I øvrigt omfatter parken 27 bjerge, 663 gletsjere, 269 søer og 41 floder.
Området omkring Huascarán er et populært område for bjergbestigning og vandreture. Vest for nationalparken er den naturskønne dal Callejón de Huaylas, der adskiller Cordillera Blanca på østsiden fra sin søster kæde, Cordillera Negra (dvs. den sorte, ikke-sneklædte bjergkæde), på den vestlige side.
Ved foden af Huascarán er de to-Llanganuco søer. Nærmeste by er (ny) Yungay. I 1970 var der en moderne tid største naturkatastrofer sted her, som udslettede herunder den daværende Yungay.
I 1985 kom Huascarán nationalpark på UNESCOs verdensarvsliste.
9°27′S 77°26′V / 9.45°S 77.43°V